# ジャン・ルイ・ドブレ

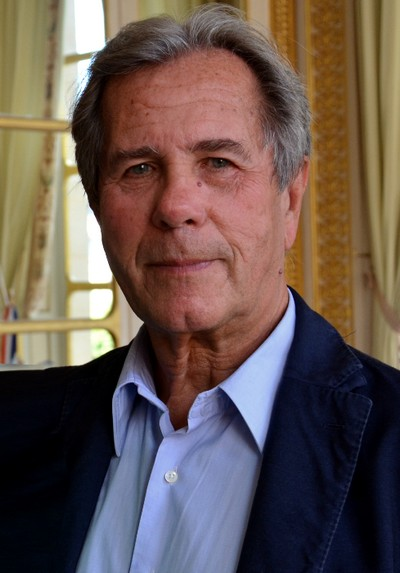
2012年

ジャン＝ルイ・ドブレ（Jean-Louis Debré、1944年9月30日 - 2025年3月3日または3月4日）は、フランスの政治家。

## 生涯
トゥールーズでミシェル・ドブレの四男として生まれる。兄にヴァンサン、フランソワ、双子の兄ベルナールがいる。
共和国連合を経て、国民運動連合に参加、ジャック・シラクの忠実な部下として知られる。元来は職業裁判官で、政界とは無縁であった。2001年ウール県エヴルー市長に当選する。2002年6月16日ウール県から下院国民議会議員に選出される。1995年アラン・ジュペ内閣に内務大臣として入閣する。
2002年下院議長に選出される。2007年2月23日ジャック・シラク大統領によって憲法評議会議長に指名された。シラク直系であり、2007年大統領選挙の国民運動連合候補だったニコラ・サルコジに対してはシラク同様、批判的である。
2025年3月3日から3月4日までの夜に死去。80歳没。